# بني صامت (مسرحية)
بني صامت، مسرحية كويتية عرضت عام 1975. أخرجها نجم عبد الكريم، وكتبها عبد الحسين عبد الرضا وسعد الفرج وقاما ببطولتها بمشاركة حياة الفهد.